# Руђиноаса (Њамц)
Руђиноаса (рум. Ruginoasa) насеље је у Румунији у округу Њамц у општини Руђиноаса. Oпштина се налази на надморској висини од 317 m.

## Становништво
Према подацима из 2002. године у насељу је живело 1678 становника, од којих су сви румунске националности.